# Benjamin F. Gue

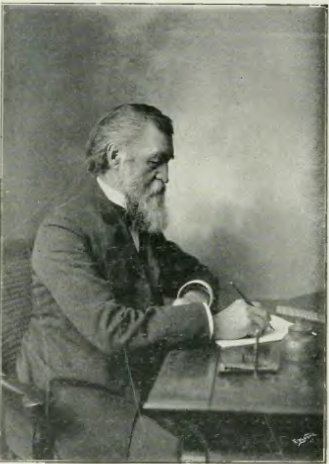
Benjamin F. Gue

Benjamin F. Gue (* 25. Dezember 1828 im Greene County, New York; † 1. Juni 1904 im Polk County, Iowa) war ein US-amerikanischer Politiker. Zwischen 1866 und 1868 war er Vizegouverneur des Bundesstaates Iowa.

## Werdegang
Benjamin Gue wuchs auf einer Farm in seiner New Yorker Heimat auf, die als Station der Underground Railroad bekannt war und aus dem Süden geflohenen Sklaven als Zwischenstation diente. Von Jugend auf war Gue ein Gegner der Sklaverei. Im Alter von zehn Jahren verlor er seinen Vater. Zusammen mit seiner Mutter und seinen jüngeren Brüdern führte er die Farm weiter. Die Mutter sorgte auch für eine angemessene schulische Ausbildung ihrer Kinder. Im Frühjahr 1852 kam Benjamin Gue mit einem seiner Brüder in das Scott County in Iowa, wo sie eine neue Farm aufbauten. Politisch wurde er Mitglied der 1854 gegründeten Republikanischen Partei. Im Februar 1856 war er Gründungsmitglied dieser Partei für Iowa. Zwischen 1858 und 1862 war er Abgeordneter im Repräsentantenhaus von Iowa; von 1862 bis 1866 saß er im Staatssenat. Ab 1864 war Gue auch im Zeitungsgeschäft tätig. Damals wurde er Herausgeber der in Fort Dodge erscheinenden Zeitung Iowa North West. Diese Zeitung stand der Republikanischen Partei nahe.
1865 wurde Gue an der Seite von William M. Stone zum Vizegouverneur von Iowa gewählt. Dieses Amt bekleidete er zwischen 1866 und 1868. Dabei war er Stellvertreter des Gouverneurs und Vorsitzender des Staatssenats. Danach war er weiterhin in der Zeitungsbranche tätig. Ab 1872 lebte er in Des Moines. Zwischen 1872 und 1880 war er Bundespensionsbeauftragter für die Staaten Iowa und Nebraska. Danach war er weiterhin im Zeitungsgeschäft tätig. Zusammen mit seinem Sohn erwarb er die in Des Moines erscheinende Zeitung The Homestead, für die er zuvor bereits tätig gewesen war. Außerdem verfasste er eine vierbändige Abhandlung über die Geschichte Iowas. Er starb am 1. Juni 1904. Seit 1855 war er mit der 1888 verstorbenen Elizabeth Parker verheiratet, mit der er vier Kinder hatte.